# ضرب الشيش
الشيش: كلمة فارسية تعني السيخ المعدني. وضرب الشيش: هي إحدى المظاهر الطقسية لجلسات الذكر التي يقوم بها شيوخ الطريقة من المتصوفين، حيث يتخلل تلك الجلسات استعراضات تتضمن غرس سيخ معدني (شيش) أو أداة حادة في جسد «الُمريد» أو وجهه. وقد يتخلل تلك الجلسات أيضاً القفز على الجمر في بعض الطرق.
ومن المثير في تلك الظاهرة عدم حدوث نزيف دموي على الرغم من اختراق «الشيش» لجسد الشخص من الجانب إلى الجانب الآخر في بعض الأحيان.
يعتبر المتصوفون أن من يقوم بذلك الدور يكون لديه «كرامات» من الله أو قدرة فريدة على الرغم من أن حدوث تلك الظاهرة لا يقتصر على هؤلاء المتصوفين من المسلمين بل يمكن أن نشاهدها أيضاً في بعض طقوس الهندوس، ولكن يقول المتصوفين بأن مايقوم به الهندوس انما هي خفة يد وخدع.
يدعي من يقيم تلك الجلسات أنهم يتبعون طريقة شيخ معين في الذكر والزهد، مثل الطريقة الرفاعية نسبة إلى الشيخ أحمد الرفاعي والطريقة القادرية نسبة إلى الشيخ عبد القادر الجيلاني وغيرهما. على الرغم من اعتبار ضرب الشيش بدعة لم يأت بها أي من الشيخين المذكورين بنظر الكثير من علماء الدين.

## تفسيرات محتملة
إن القيام برياضات وطقوس معينة تزيد الحماس عند هؤلاء الأشخاص «المريدين» وتَخْفِض القدرة الحسية التي جُبل عليها الإنسان. فمجالس الذكر للصوفيين وإيقاعاتها تؤدي إلى تصعيد وجداني وصولاً لمرحلة التسامي إلى أن يصل الشخص إلى تنشيط الجهاز العصبي الذاتي (الودي ونظير الودي) ويخرج من عالم الحس والتأثر إلى عالم التجرد من الإحساس. فتسديد طعنة أو وخز لايعني شيئاً للمتسامي ولا ينزف بسبب تقلص العضلات الذي يحدثه تنشيط الجهاز العصبي الذاتي، ولكن في حال استعمال أداة أخرى بالضرب غير السيخ امثال السكاكين وغيرها كذلك لا يتأثرون، ولكن هناك طرق تقوم بذلك بدون الدف أو الطبل لأثبات أن لا فرق ان استعملوا الدف والطبل أو خلال حلقة الذكر أو خارجها.

## رأي العلماء المسلمين
- يبين شهاب الدين محمود الألوسي سر هذه الخوارق في تفسيره روح المعاني بقوله: «وما يشاهد من وقوعه لبعض المنتسبين إلى حضرة الشيخ أحمد الرفاعي من الفسقة الذين كادوا يكونون لكثرة فسقهم كفاراً فقيل إنه باب من السحر المختلف في كفر فاعله وقتله فإن لهم أسماء مجهولة المعنى يتلونها عند دخول النار والضرب بالسلاح ولا يبعد أن تكون كفراً وإن كان معها ما لا كفر فيه، وقد ذكر بعضهم أنهم يقولون عند ذلك تلسف تلسف هيف هيف أعوذ بكلمات الله التامة من شر ما خلق أقسمت عليك ياأيتها النار أو أيها السلاح بحق حي حلي ونور سبحي ومحمد صلى الله عليه وسلم أن لا تضري أو لا تضر غلام الطريقة، ولم يكن ذلك في زمن الشيخ أحمد الرفاعي فقد كان أكثر الناس اتباعاً للسنة وأشدهم تجنباً عن مظان البدعة وكان أصحابه سالكين مسلكه متشبثين بذيل اتباعه ثم طرأ على بعض المنتسبين إليه ما طرأ».[2]
- كما قال شيخ الإسلام ابن تيمية: «هذه المخاريق التي يفعلها هؤلاء المبتدعون من الدخول في النار وأخذ الحيات هي نوعان أحدهما أن يفعلوا ذلك بحيل طبيعية مثل أدهان معروفة يذهبون ويمشون في النار ومثل ما يشربه أحدهم مما يمنع سم الحية مثل أن يمسكها بعنقصتها حتى لا تضره، ومثل أن يمسك الحية المائية ومثل أن يسلخ جلد الحية ويحشوه طعاما وكم قتلت الحيات من أتباع هؤلاء. النوع الثاني: وهم أعظم عندهم أحوال شيطانية تعتريهم، فتنزل الشياطين عليهم كما تدخل في بدن المصروع، وحينئذ يباشر النار والحيات والعقارب ويكون الشيطان هو الذي يفعل ذلك، كما يفعل ذلك من تقترن بهم الشياطين من إخوانهم الذين هم شر الخلق عند الناس ويرى الإنسي واقفا على رأس الرمح الطويل، وإنما الواقف هو الشيطان ويرى الناس نارا تحمى ويضع فيها الفؤوس والمساحي ثم إن الإنسي يلحسها بلسانه، وإنما يفعل ذلك الشيطان الذي دخل فيه، ويرى الناس هؤلاء يباشرون الحيات والأفاعي وغير ذلك، ويفعلون من الأمور ما هو أبلغ مما يفعله هؤلاء المبتدعون الضالون المكذبون الملبسون الذين يدعون أنهم أولياء الله وإنما هم من أعاديه المضيعين لفرائضه المتعدين لحدوده والجهال -لأجل هذه الأحوال الشيطانية والطبيعية- يظنوهم أولياء الله، وإنما هذه الأحوال من جنس أحوال أعداء الله الكافرين والفاسقين».[3]

## سبب القيام بذلك
حسب معتقداتهم أن القيام بهذه الأمور هو من أجل أثبات وجود الله بالنسبة للملحدين وأثبات نبوة النبي محمد وأثبات وحدانية الله بالنسبة للمشركين أثبات صحة منهج وطريقة شيخ الطريقة حسب ما يؤمنون وكذلك لتثبيت إيمان المؤمن وأطمئنانه بخصوص دينه ومعتقده ويقولون ان مايميزها عن عن باقي الظواهر مثل الذي يقوم بها الهندوس وغيرها أن المُريد يستطيع القيام بذلك بأي وقت بعد أخذ الرخصة من شيخ الطريقة وأنها لا تستدعي وقتا أو مكانا معينًا.